# Метрополитен Эр-Рияда
Метрополитен Эр-Рияда — действующая система метро в столице Саудовской Аравии, городе Эр-Рияд. Второй метрополитен в стране (первый — метрополитен Мекки).

## История
Проектирование первой очереди начато в ноябре 2009 года и завершилось в 2013 году, собственно строительство торжественно начато 4 апреля 2014 года, оно должно было обойтись в 22,5 млрд долл. 

### Строительство
Было предусмотрено создание трёх сегментов подземного (в центре) и надземного (за его пределами) метрополитена из 6 линий, общей длиной 176 км:
- Первый сегмент стоимостью сооружения 9,45 млрд долл включает две линии и строился американской компанией Bechtel при участии немецкой компании Siemens и американской компании AECOM.
- Второй сегмент включает три линии, обойдётся в 7,82 млрд долл и сооружался компаниями испанской Fomento de Construcciones y Contratas в кооперации с французской Alstom и южнокорейской Samsung.
- Третий сегмент из одной линии строился за 5,21 млрд долл компаниями итальянской Ansaldo с партнёрами канадской Bombardier и индийской Larsen & Toubro.

Ранее предполагалось, что открытие метрополитена произойдёт ориентировочно в 2021 году. Проект находился на финальной стадии реализации. Постепенный ввод в эксплуатацию был намечен на период с конца 2022 года по конец 2023 года, однако в середине 2024 года метрополитен ещё не был достроен и не функционировал. По последним планам, его предполагалось открыть до конца 2024 года.

### Эксплуатация

#### Открытие
Открытие намечалось 27 ноября 2024, но перенесено на 1 декабря 2024. 
С 1 декабря 2024 запущены в эксплуатацию линии 1 (синяя), 4 (жёлтая), 6 (фиолетовая). 15 декабря 2024 запущены линии 2 (красная) и 5 (зелёная). 5 января 2025 года запущена в эксплуатацию линия 3 (оранжевая).

## Система
На всех станциях установлены платформенные раздвижные двери.

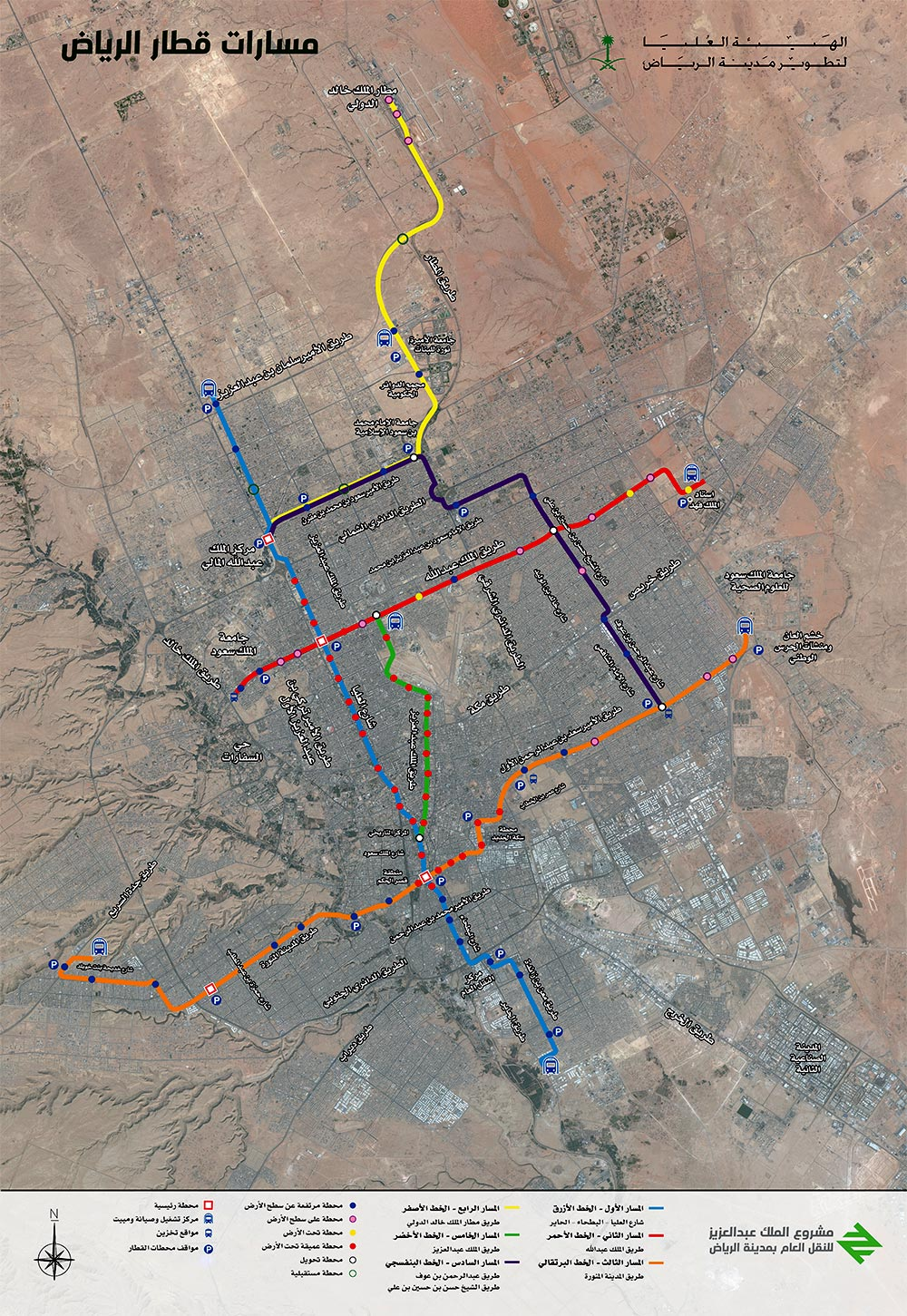
Схема линий на карте города

### Линии
- Первая линия (Синяя) — длина 38 км, 22 станции, проходит с севера на юг через 30 микрорайонов города.
- Вторая линия (Красная) — длина 25,3 км, 13 станций, проходит с запада на восток города.
- Третья линия (Оранжевая) — длина 40,7 км, 20 станций, проходит с запада на восток города.
- Четвёртая линия (Жёлтая) — длина 26,9 км, 8 станций, проходит из центра до международного аэропорта имени короля Халида на севере города. Открыта 1 декабря 2024.
- Пятая линия (Зелёная) — длина 12,9 км, 10 станций, проходит в центре города.
- Шестая линия (Фиолетовая) — длина 30 км, 8 станций, частично совмещает пути с Четвёртой линией.[11]

### Станции

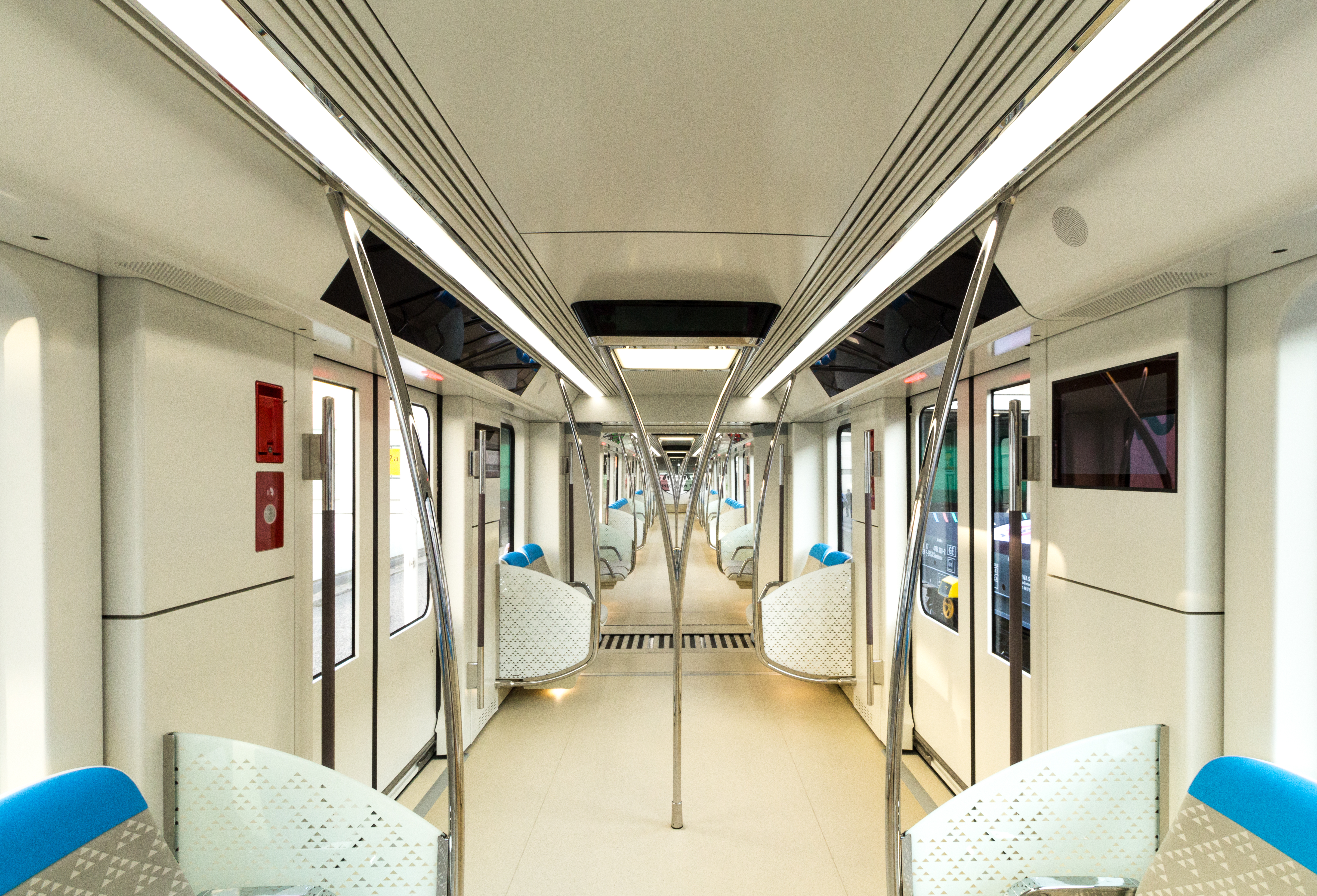
Интерьер вагона

### Подвижной состав
Подвижной состав изготовлен тремя компаниями по единому дизайн-проекту компании Avant:
- Siemens — 41 четырёхвагонный и 26 двухвагонных составов;
- Bombardier — 47 двухвагонных составов;
- Alstom — 69 двухвагонных составов.[11]